# 普世文化通則
普世文化通則（英語：Cultural universal），或普世人性指的是在世界上所有的文化當中的都出現的元素、模式、特質或制度等。
演化心理學認為所有文化當中都出現的行為或特質，有可能是演化適應的結果；另外，一些抱持著文化相對論看法的人類學家和社會學者则拒絕普世文化通則的存在，他們讨论普世通則究竟是文化上的，或者是遺傳上的，文化行為究竟是先天的还是後天的。

## 通則
這些通則可追溯至舊石器時代晚期，也就是行為現代性的完整證據開始出現的時候。

## 潛在的普世文化通則列表

### 唐纳德·布朗的普世人性列表
在1991年出版的《普世人性》（Human Universals）一書中，唐纳德·布朗將普世人性給定義為「那些在文化、社會、語言、行為和心理等各方面沒有已知例外的人類特徵」，同時他還提供了一個有著數百個項目的列表，並聲稱這些項目是普世人性的一部分。
以下是唐纳德·布朗所給出的普世文化通則清單：

#### 語言與認知
- 使用語言以操縱他人
- 使用語言以蓄意誤傳或誤導
- 可翻譯的語言
- 談話與思維當中的抽象化
- 反義詞與同義詞
- 「且」、「非」、「相反」、「相等」、「整體/部分」、「一般的/特定的」等邏輯概念
- 認知上的二分法
- 指稱黑和白這兩種顏色的字眼
- 對年齡、行為傾向、身體部位、顏色、動物、植物、內在狀態、親屬、性別、空間、工具、天氣等的分類
- 連續體（將排序作為思維模式的一部分）
- 言論、思想與行為間的不一致
- 修辭手法和隱喻。
- 象徵和象徵性言語（Symbolic Speech）
- 聯覺性隱喻（用一種感知來隱喻另一種感知）
- 禁忌語
- 特殊場合的特殊說話方式
- 因為精通語言（例如詩詞創作）所帶來的聲望
- 計畫
- 時間單位

#### 社會
- 人名
- 家族或家庭
- 親屬團體
- 不是以家族為基礎的同儕團體
- 受自我控制的行為和不受自我控制行為間的分別
- 對喜愛的表達與感受
- 年齡分級
- 年齡地位
- 指稱年齡的詞彙
- 包括對權利、義務和成員資格規則等做出規範的律法
- 道德情操
- 對於是非好壞的區別
- 承諾和誓言
- 聲望的不平等
- 地位與角色
- 領袖
- 實質的寡頭決策
- 財產
- 聯盟
- 集體認同
- 衝突
- 分工合作
- 性別角色
- 在一生當中，男性平均旅行的里程數較高
- 婚姻，盡管這點有爭議[3]
- 平均而言，丈夫比妻子年老
- 性行為通常發生在私人場合
- 對亂倫的防範或避免，而母親與兒子間的亂倫是不可想像或禁忌的行為
- 集體決策
- 禮儀
- 繼承規則
- 對慷慨的激賞及禮物贈與
- 對錯誤的修補及審判
- 性妒忌
- 性暴力
- 羞恥
- 領域性
- 三角認知（對自己和另外兩人之間的關係的評估）
- 一些禁止的暴力形式
  - 對謀殺的禁止
  - 對強姦的禁止
- 參訪
- 貿易

#### 信仰
- 對魔法的信仰[4]
- 使用（個人相信存在的）魔法以延年益壽或贏得愛情
- 對死亡的信仰
- 對疾病的信仰
- 對運氣（好運及壞運）的信仰
- 占卜
- 對控制天氣的嘗試
- 解夢
- 信仰及故事
- 俗話和諺語
- 詩詞創作和修辭
- 醫療行為和藥物
- 誕生習俗
- （社會群體的） 過渡儀式（Rites of passage，例如成人式）
- 音樂、節奏、舞蹈
- 遊玩
- 玩具
- 死亡習俗、哀悼
- 宴會
- 身體裝扮
- 髮型
- 藝術

#### 科技
- 房屋
- 用火
- 工具、工具製作
- 包括長槍在內的武器
- 容器
- 烹飪
- 槓桿
- 繩子

## 非先天論解釋
在不同文化間觀察到的那些相同或類似的行為，並不表示這些行為源自某些共通的心理機制。一種可能是，這些行為獨立發展出來以解決一些共通且實際存在的問題。
由於所有已被人類學者研究過的文化，都至少和研究這些文化的人類學者接觸過，且因為人類學的研究倫理減緩研究速度，使得其他不受到這些倫理束縛的群體，尤其至少是那些與未接觸部落居民有著相似外表但已成為全球化文化一部分的當地人，能在人類學者之前接觸這些未接觸部落之故，因此可以說沒有真正的未接觸文化，曾被以科學的方式研究過，而這使得外部影響可以做為對普世文化通則的解釋。這不能否定文明的一些層面有多個獨立起源，因此也不是超傳播（hyperdiffusionism）的一個例子，這只表示說普世文化通則並非這些行為出自本能的證明。

## 相關書目
- Bourguignon, Erika; Greenbaum Ucko, Lenora. . New Haven, Connecticut: HRAF Press. 1973. ISBN 978-0875363301.
- Brown, Donald. . Philadelphia: Temple University Press. 1991  [2019-01-02]. ISBN 978-0070082090. （原始内容存档于2012-06-30）.
- 約瑟·哈羅德·格林伯格, et al. (1978) Universals of Human Language, 4 vols. Stanford University Press.
- 查爾斯·勞夫林（Charles D. Laughlin）與尤金‧達基里（Eugene G. d'Aquili） (1974) Biogenetic Structuralism. New York: Columbia University Press.
- 克勞德·李維-史陀 (1966) The Savage Mind. Chicago: University of Chicago Press [first published in French in 1962].
- 喬治·梅鐸 (1945), "The Common Denominator of Culture," in The Science of Man in the World Crisis, Ralph Linton (ed.). New York: Columbia University Press.
- 查爾斯·埃傑頓·奧斯古德（Charles E. Osgood）、William S May與Murray S Miron (1975) Cross-Cultural Universals of Affective Meaning Champaign, IL: University of Illinois Press.
- 史迪芬·平克 (2002), The Blank Slate: The Modern Denial of Human Nature, New York: Penguin Putnam.
- 瑞克·品克顿（Rik Pinxten） (1976) "Epistemic Universals: A Contribution to Cognitive Anthropology," in Universalism Versus Relativism in Language and Thought, R. Pinxten (ed.). The Hague: Mouton.